# Ptilodactyla takahashii
Ptilodactyla takahashii is een keversoort uit de familie Ptilodactylidae. De wetenschappelijke naam van de soort is voor het eerst geldig gepubliceerd in 1968 door Satô.